# Pecquencourt
Pecquencourt è un comune francese di 6 191 abitanti situato nel dipartimento del Nord nella regione dell'Alta Francia.

## Società

### Evoluzione demografica
Abitanti censiti